# Dániel Gyurta
Dániel Gyurta (Budapeste, 4 de maio de 1989) é um ex-nadador húngaro, medalhista olímpico com apenas 15 anos de idade nos Jogos de Atenas, em 2004.

## Carreira
Bateu o recorde olímpico dos 200 metros peito nos Jogos Olímpicos de Pequim em 2008 em 12 de agosto, nas preliminares, recorde posteriormente quebrado por Kosuke Kitajima nas semifinais.
Costuma nadar mais devagar nos primeiros 100 metros da prova e dar um sprint final nos últimos 100 metros, diferente de seus rivais Kitajima e Brendan Hansen.
Foi campeão mundial dos 200 metros peito no Campeonato Mundial de Esportes Aquáticos em Roma no ano de 2009, e também em Xangai no ano de 2011.
Foi campeão olímpico dos 200 metros peito nos Jogos Olímpicos de Londres em 2012 em 1 de agosto, batendo o recorde mundial com 2min07s28. Recorde esse que foi quebrado pouco tempo depois por Akihiro Yamaguchi, com 2min07s01.
Anunciou o final da sua carreira desportiva em março de 2018.